# Гельмут Галлер

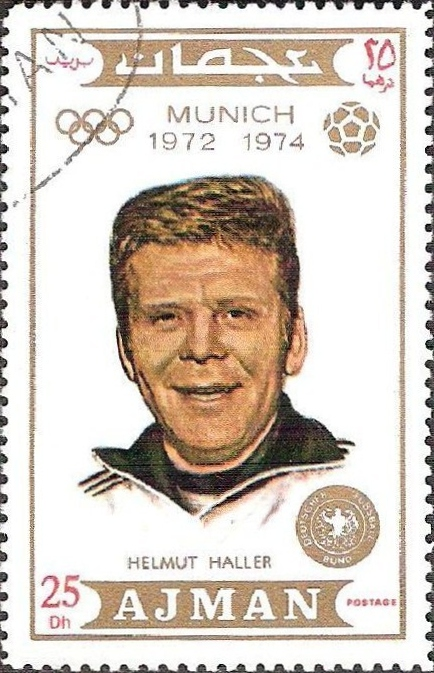

Гельмут Галлер (нім. Helmut Haller: 21 липня 1939, Аугсбург — 11 жовтня 2012, Аугсбург) — колишній німецький футболіст, півзахисник.
Насамперед відомий виступами за «Болонью» та «Ювентус», а також національну збірну Німеччини.

## Клубна кар'єра
Вихованець футбольної школи клубу «Аугсбург». Дорослу футбольну кар'єру розпочав 1957 року в основній команді того ж клубу, в якій провів п'ять сезонів.
Своєю грою за цю команду привернув увагу представників тренерського штабу «Болоньї», до складу якої приєднався 1962 року. Відіграв за болонську команду наступні шість сезонів своєї ігрової кар'єри. Більшість часу, проведеного у складі «Болоньї», був основним гравцем команди.
1968 року уклав контракт з «Ювентусом», у складі якого провів наступні п'ять років своєї кар'єри гравця. Граючи у складі «старої синьйори», здебільшого виходив на поле в основному складі команди.
Завершив професійну ігрову кар'єру у «Аугсбурзі», у складі якого виступав з невеликою перервою до 1979 року.

## Виступи за збірну
24 вересня 1958 року дебютував в офіційних матчах у складі національної збірної ФРН. Протягом кар'єри у національній команді, яка тривала 13 років, провів у формі головної команди країни 33 матчі і забив 13 голів.
У складі збірної був учасником чемпіонату світу 1962 року у Чилі, чемпіонату світу 1966 року в Англії, де разом з командою здобув «срібло» та чемпіонату світу 1970 року у Мексиці, на якому команда здобула бронзові нагороди.

## Досягнення
- Чемпіон Італії (3):

«Болонья»: 1963/1964
«Ювентус»: 1971/1972, 1972/1973
Збірні
- Віце-чемпіон світу (1): 1966
- Третій призер чемпіонату світу (1): 1970

Особисті
- Футболіст року в Італії: 1963/1964

## Статистика
Статистика клубних виступів:
| Сезон               | Команда             | Чемпіонат           | Чемпіонат | Чемпіонат | Кубок | Кубок | Єврокубки | Єврокубки | Єврокубки |
| Сезон               | Команда             | Ліга                | Ігри      | Голи      | Ігри  | Голи  |           | Ігри      | Голи      |
| ------------------- | ------------------- | ------------------- | --------- | --------- | ----- | ----- | --------- | --------- | --------- |
| 1957/58             | «Аугсбург»          | Д-1                 | 30        | 6         | —     | —     |           | —         | —         |
| 1958/59             | «Аугсбург»          | Д-1                 | 29        | 9         | —     | —     | —         | —         |           |
| 1959/60             | «Аугсбург»          | Д-2                 |           |           | —     | —     | —         | —         |           |
| 1960/61             | «Аугсбург»          | Д-2                 |           |           | —     | —     | —         | —         |           |
| 1961/62             | «Аугсбург»          | Д-1                 | 26        | 10        | —     | —     | —         | —         |           |
| 1962/63             | «Болонья»           | Д-1                 | 34        | 8         | 2     | 1     | —         | —         |           |
| 1963/64             | «Болонья»           | Д-1                 | 34        | 7         | 1     | 1     | —         | —         |           |
| 1964/65             | «Болонья»           | Д-1                 | 30        | 11        | —     | —     | КЧ        | 3         | 0         |
| 1965/66             | «Болонья»           | Д-1                 | 31        | 12        | 1     | 0     |           | —         | —         |
| 1966/67             | «Болонья»           | Д-1                 | 29        | 9         | —     | —     | КЯ        | 8         | 5         |
| 1967/68             | «Болонья»           | Д-1                 | 21        | 1         | 3     | 1     | КЯ        | 8         | 1         |
| Усього в «Болоньї»  | Усього в «Болоньї»  | Усього в «Болоньї»  | 179       | 48        | 7     | 3     |           | 19        | 6         |
| 1968/69             | «Ювентус»           | Д-1                 | 25        | 6         | 2     | 0     | КЯ        | 2         | 0         |
| 1969/70             | «Ювентус»           | Д-1                 | 27        | 3         | 3     | 1     | КЯ        | 3         | 0         |
| 1970/71             | «Ювентус»           | Д-1                 | 23        | 5         | 3     | 0     | КЯ        | 9         | 2         |
| 1971/72             | «Ювентус»           | Д-1                 | 23        | 5         | 9     | 1     | КУ        | 7         | 4         |
| 1972/73             | «Ювентус»           | Д-1                 | 18        | 2         | 10    | 2     | КЧ        | 7         | 1         |
| Усього в «Ювентусі» | Усього в «Ювентусі» | Усього в «Ювентусі» | 116       | 21        | 27    | 4     |           | 28        | 7         |
| 1973/74             | «Аугсбург»          | Д-2 ФТ              | 32 6      | 10 1      |       |       |           | —         | —         |
| 1974/75             | «Аугсбург»          | Д-2                 | 29        | 11        | 5     | 0     | —         | —         |           |
| 1975/76             | «Аугсбург»          | Д-2                 | 16        | 2         | 1     | 0     | —         | —         |           |
| 1976/77             | «Швеннінген»        | Д-2                 | 2         | 0         |       |       | —         | —         |           |
| 1978/79             | «Аугсбург»          | Д-2                 | 15        | 2         |       |       | —         | —         |           |
| Усього за кар'єру   | Усього за кар'єру   | Усього за кар'єру   | 480       | 120       | 40    | 7     |           | 47        | 13        |

Статистика виступів на чемпіонатах світу:
| №                                                           | Турнір  | Команда | Рахунок | Суперник  | Автори голів                      |
| ----------------------------------------------------------- | ------- | ------- | ------- | --------- | --------------------------------- |
| 1                                                           | ЧС-1962 | ФРН     | 0:0     | Італія    |                                   |
| 2                                                           | ЧС-1962 | ФРН     | 2:1     | Швейцарія | Брюлльс, Зеелер — Шнайтер         |
| 3                                                           | ЧС-1962 | ФРН     | 0:1     | Югославія | Радакович                         |
| 4                                                           | ЧС-1966 | ФРН     | 5:0     | Швейцарія | Гельд, Галлер (2), Бекенбауер (2) |
| 5                                                           | ЧС-1966 | ФРН     | 0:0     | Аргентина |                                   |
| 6                                                           | ЧС-1966 | ФРН     | 4:0     | Уругвай   | Галлер (2), Бекенбауер, Зеелер    |
| 7                                                           | ЧС-1966 | ФРН     | 2:1     | СРСР      | Галлер, Бекенбауер — Поркуян      |
| 8                                                           | ЧС-1966 | ФРН     | 2:4     | Англія    | Галлер, Вебер — Герст (3), Пітерс |
| 9                                                           | ЧС-1970 | ФРН     | 2:1     | Марокко   | Зеелер, Мюллер — Жарір            |
| Усього: 5 перемог, 2 нічиї, 2 поразки, різниця м'ячів 17:8. |         |         |         |           |                                   |

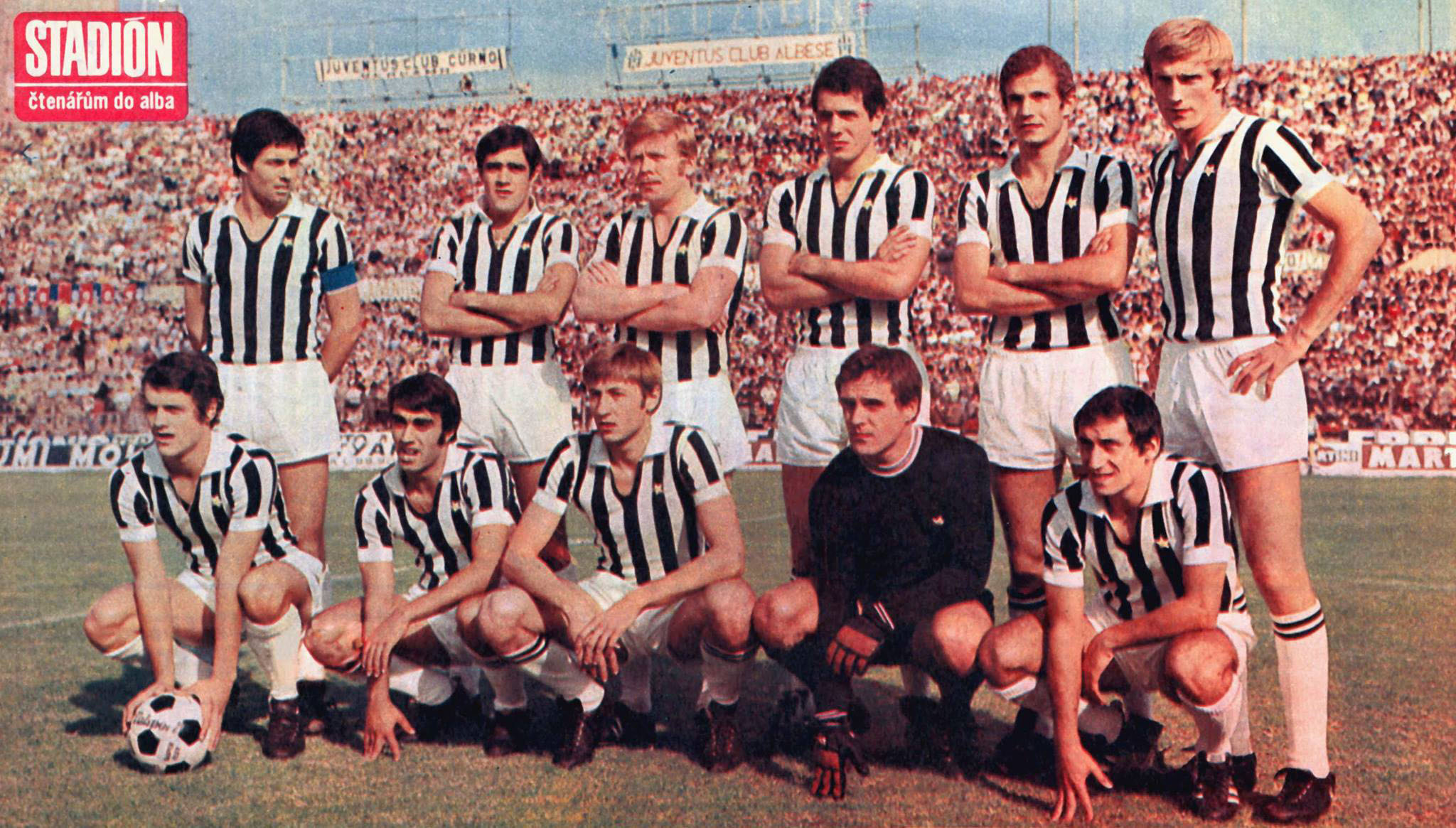
«Ювентус» перед одним з матчів у сезоні 1970/71. Нижній ряд: Капелло, Анастазі, Марчетті, Танкреді, Фуріно. Верхній ряд: Сальвадоре (капітан), Куккуредду, Галлер, Беттега, Спінозі, Моріні.

Статистика виступів у національній збірній:
| Рік    | Ігри | Голи |
| ------ | ---- | ---- |
| 1958   | 4    | 0    |
| 1959   | 1    | 0    |
| 1960   | 6    | 2    |
| 1961   | 4    | 1    |
| 1962   | 4    | 1    |
| 1964   | 1    | 0    |
| 1966   | 7    | 7    |
| 1969   | 3    | 2    |
| 1970   | 3    | 0    |
| Всього | 33   | 13   |